# Qualitat del programari
En el context de l'enginyeria de programari, la qualitat del programari es refereix a dos conceptes relacionats però diferents que coexisteixen un context organitzacional:
- Qualitat funcional del programari.
- Qualitat estructural del programari.

La qualitat funcional de programari fa referència al compliment dels requisits funcionals o especificacions.
La qualitat estructural de programari es refereix als requisits no funcionals que donen suport al requeriments funcionals, com ara la robustesa o la facilitat del manteniment; és a dir, el grau en què el programari s'ha produït correctament.
La qualitat estructural s'avalua mitjançant l'anàlisi de l'estructura del programari intern, el codi font, a nivell unitari, a nivell de tecnologia i a nivell de sistema; que és, en definitiva, com el software segueix els principis de l'arquitectura del programari existents. [2] Per contra, la qualitat funcional se sol complir i es mesura a través de proves de programari.
Històricament, l'estructura, la classificació i la terminologia dels atributs i métriques aplicables a la gestió de la qualitat del programari s'han derivat de l'ISO 9126-3 i el model de qualitat ISO 25000:2005 posterior. Sobre la base d'aquests models, el Consorci per la qualitat del software (CISQ) defineix cinc grans característiques estructurals desitjables necessàries perquè una peça de programari proporcioni valor de negoci: Fiabilitat, eficàcia, seguretat, facilitat de manteniment i Mida (adequada).